# Far Cry (serie)
Far Cry er en serie af first-person shooter computerspil udgivet af Ubisoft. Det første spil, Far Cry, blev udviklet af Crytek og udgivet i marts 2004. Efterfølgende overtog Ubisoft Montreal udviklingen af serien, hvor de anvendte deres egen Dunia Engine til at skabe åbne verdener. Serien består af seks hovedspil, en selvstændig udvidelse og flere spin-offs.
Far Cry-spillene deler ikke en sammenhængende fortælling, men har fælles temaer, hvor spilleren placeres i vilde omgivelser og må kæmpe mod despoter, der kontrollerer regionen, samt overleve mod vilde dyr. Spillene indeholder singleplayer, med senere titler, der også tilbyder co-op-muligheder. Derudover findes der konkurrenceprægede multiplayer-tilstande og mulighed for brugergenererede baner. Serien har generelt modtaget positive anmeldelser, især for dens åbne verdener og karakterudvikling, men er også blevet kritiseret for manglende innovation.

## Spil i serien

### Hovedspil
- Far Cry (2004)
- Far Cry 2 (2008)
- Far Cry 3 (2012)
- Far Cry 4 (2014)
- Far Cry 5 (2018)
- Far Cry 6 (2021)

### Selvstændige udvidelser og spin-offs
- Far Cry Instincts (2005)
- Far Cry Instincts: Evolution (2006)
- Far Cry Instincts: Predator (2006)
- Far Cry Vengeance (2006)
- Far Cry 3: Blood Dragon (2013)
- Far Cry Primal (2016)
- Far Cry New Dawn (2019)